# وندی گلن
وندی گلن (انگلیسی: Wendy Glenn؛ زادهٔ ۴ اوت ۱۹۸۴) هنرپیشه اهل بریتانیا است.
از فیلم‌ها یا برنامه‌های تلویزیونی که وی در آن نقش داشته‌است می‌توان به ۱۱–۱۱–۱۱، تو بعدی هستی، و ۵۰۰ مایل به سمت شمال اشاره کرد.